# John Guckenheimer
John Guckenheimer (Baton Rouge, Luisiana, 26 de setembro de 1945) é um matemático estadunidense.
Guckenheimer estudou na Universidade Harvard (bacharel em 1966) e na Universidade da Califórnia em Berkeley, onde obteve um doutorado em 1970, orientado por Stephen Smale. Como pós-doutorando esteve de 1970 a 1972 no Instituto de Estudos Avançados de Princeton. Esteve depois na Universidade de Warwick e de 1973 a 1985 na Universidade da Califórnia em Santa Cruz. Foi depois Professor da Universidade Cornell.
Em 2013 recebeu com Philip Holmes o Prêmio Leroy P. Steele, pelo livro sobre sistemas dinâmicos. É fellow da American Mathematical Society. 

## Obras
- com Philip Holmes:  Nonlinear Oscillations, Dynamical Systems and Bifurcation of Vector Fields, Springer-Verlag, 1983
- Catastrophes and Partial Differential Equations, Annales Inst. Fourier, Volume 23, 1973, p. 31-59
- Bifurcation and Catastrophe, in M. Peixoto Dynamical Systems, Academic Press 1973, p. 99-110[1]